# Співвідношення M–сигма
Співвідношення М-сигма (або M-σ співвідношення) — емпірична залежність між дисперсією променевої швидкості зір галактичного балджу (σ) та масою надмасивної чорної діри в його центрі (М).

## Історія
У ранніх роботах було показано, що можливий зв'язок між світністю галактики й масою чорної діри, але співвідношення мало велику невизначеність.
Вперше залежність M-σ була представлена 1999 року на конференції в Паризькому Інституті астрофізики, Франція. Співвідношення отримало назву «закон Фабера-Джексона для чорних дір», запропонована формула мала вигляд
{\displaystyle {\frac {M_{bk}}{10^{8}M_{\odot }}}\approx 3.1\left({\frac {\sigma }{200~{\rm {km}}~{\rm {s}}^{-1}}}\right)^{4}.}
де:
- Mbk — маса чорної діри в центрі галактики
- M☉ — маса Сонця
- σ — дисперсія променевої швидкості в межах ефективного радіуса галактики (тобто, тієї її частини, де випромінюється половина всього світла), зважена на світність складових (у км/сек)

Наступного року співвідношення було опубліковано.
Ньюкерівська група дослідників того ж року опублікувала схожу формулу залежності (з дещо іншими коефіцієнтами): 
{\displaystyle {\frac {M_{bk}}{10^{8}M_{\odot }}}\approx 1.2\left({\frac {\sigma }{200~{\rm {km}}~{\rm {s}}^{-1}}}\right)^{3.75}}.
Одне з недавніх досліджень, на основі повної вибірки опублікованих мас чорних дір у сусідніх галактиках, уточнило формулу:
{\displaystyle {\frac {M}{10^{8}M_{\odot }}}\approx 1.9\left({\frac {\sigma }{200~{\rm {km}}~{\rm {s}}^{-1}}}\right)^{5.1}.}

## Значення
Відкриття цього співвідношення було сприйняте багатьма астрономами як натяк на те, що надмасивні чорні діри є фундаментальними компонентами галактик. Приблизно до 2000 року основною проблемою в астрономії було просте виявлення чорних дір, але згодом з'явилося розуміння ролі надмасивних чорних дір як найважливішого компонента галактик. Це призвело до того, що одним з головним застосувань цього співвідношення стала оцінка мас чорних дір у галактиках, занадто далеких для проведення прямих вимірів, і аналіз загальної кількості чорних дір у Всесвіті.

## Походження
Для використання співвідношення M-σ робиться припущення, що існує зв'язок між масою чорної діри та дисперсією швидкості зір, крім процесів злиття галактик та газової акреції, які, як вважається, збільшують розкид галактик з часом. Один з таких механізмів було запропоновано Джозефом Сілком і Мартіном Різом у 1998. Ці автори запропонували модель, в якій надмасивні чорні діри формуються в результаті колапсу велетенських хмар газу ще до того, як більша частина маси балджа перетвориться на зорі. На чорні діри, утворені таким чином, згодом починається інтенсивна акреція, яка створює потужне випромінювання та «зоряний вітер», що протидіють подальшій акреції.